# Додонов, Михаил Яковлевич
Михаил Яковлевич Додонов (13 октября 1897, с. Барское-Городище, Владимирская губерния, Российская империя — 15 марта 1963, Москва, СССР) — советский военачальник, генерал-майор (12.10.1941).

## Биография
Родился 13 октября 1897 года в селе Барское-Городище, ныне в Суздальском районе Владимирской области. Русский.

### Военная служба

#### Первая мировая война
В мае 1916 года был призван на службу в Российскую императорскую армию и зачислен рядовым в 81-й запасной полк в город Скопин Рязанской губернии. В том же году окончил учебную команду этого полка и проходил службу младшим унтер-офицером. В марте 1917 года с маршевой ротой убыл на Юго-Западный фронт, где воевал в составе 442-го пехотного Кашинского полка. В начале января 1918 года был ранен и убыл в полевой военный госпиталь (ст. Рожище). 25 января 1918 года демобилизован, работал слесарем в железнодорожном депо на станции Лодейное Поле.

#### Гражданская война
10 октября 1918	года призван в РККА Суздальским уездным военкоматом как бывший младший унтер-офицер и направлен в 259-й запасной полк в город Ковров. В ноябре того же года убыл на Южный фронт, где служил младшим командиром в запасном полку 8-й армии. В феврале 1919	года штабом 8-й армии он был назначен командиром взвода 33-го Московского рабочего полка 11-й стрелковой дивизии, по прибытии в полк вступил в командование ротой. В его составе принимал участие в боях с войсками генералов П. Н. Краснова и А. И. Деникина под Воронежем и Луганском. В мае в бою под Луганском был ранен и эвакуирован в госпиталь в Москву. По излечении в августе направлен на Западный фронт, где назначен командиром взвода 2-го полка 16-й армии. Участвовал в боях с белополяками.

#### Межвоенный период
С января 1921 года командовал ротой на 46-х Клинцовских командных курсах (г. Клинцы). С октября проходил службу на 88-х Гомельских пехотных командных курсах в должностях помощника командира и командира роты. С января 1922 года командовал взводом на 21-х Могилевских пехотных командных курсах, с октября 1923 года был командиром роты и помощником командира роты на 6-х пехотных командных курсах (переименованы затем в Объединенную Белорусскую военную школу). В 1925 году в этой же школе сдал экзамен экстерном за нормальную военную школу. В ноябре 1927 года Додонов был переведен в 6-й стрелковый полк 2-й стрелковой дивизии БВО, где прослужил около 9 лет командиром роты и батальона, пом. командира полка. В 1935 году за успехи в боевой подготовки награждён Почетной грамотой ЦИК БССР. С июня 1936 года в этом же округе командовал 124-м стрелковым полком, с ноября — 22-м стрелковым полком 8-й стрелковой дивизии. В 1937 году поступил на заочный факультет Военной академии РККА им. М. В. Фрунзе (окончил два курса). В феврале 1938 года переведен в КВО командиром 143-го стрелкового полка 48-й стрелковой дивизии. В августе 1939 года был направлен на Дальний Восток командиром 601-го стрелкового полка, дислоцировавшегося на территории МНР. В этой должности принимал участие в боях на реке Халхин-Гол. За успешное выполнение заданий командования в боях, мужество и героизм личного состава 601-й стрелковый полк и его командир были награждены орденом Красного Знамени. По окончании боевых действий в октябре 1939 года майор Додонов был назначен командиром 82-й стрелковой дивизии (дислоцировалась в Монголии). В 1939 году окончил курсы «Выстрел». С февраля 1940 года состоял в распоряжении Управления по командному и начальствующему составу РККА, затем в апреле был назначен заместителем командира 38-й стрелковой дивизии СКВО.

#### Великая Отечественная война
В начале войны в той же должности. В августе 1941 года полковник Додонов был назначен командиром 166-й стрелковой дивизии, которая в составе Западного фронта участвовала в Смоленском сражении.

В боевой характеристике на комдива Додонова от 11 сентября 1941 года командующий армией генерал-лейтенант И. С. Конев отмечал: «Принял дивизию к началу наступательной операции 19-й армии. За период наступательных боев с 17 августа по 10 октября показал себя храбрым, смелым командиром. К вождению дивизии подготовлен. Умело и твердо руководил боем дивизии. Дивизия в наступательном бою прошла 12 км вперед, ведя все время напряженные бои, преодолевая минные поля и заграждения. Дивизия дралась крепко и стойко. Дивизией разгромлены два полка 5-й пехотной дивизии противника, в бою уничтожено 1500—2000 немцев, захвачено до 15 орудий, много минометов, пулеметов и другого военного имущества, подбито до 20 танков противника…»

В начале октября 1941 года, в ходе Вяземской оборонительной операции, части дивизии попали в окружение. 5 октября Додонов получил приказ на отход за реку Днепр, после чего дивизия отошла в район Мишутино. Затем, пропустив вначале через свои боевые порядки отходящие части 19-й армии, дивизия переправилась через Днепр. К этому времени город Вязьма был уже занят противником. Обходя город с юга, дивизия с боями пробивалась к своим войскам. 13 октября 1941 года в районе Нарышево по его приказу были сожжены все автомашины. В ночь с 14 на 15 октября генерал-майор Додонов сумел выйти во главе группы начсостава и бойцов в форме, с документами и личным оружием на фронте 49-й армии в районе города Серпухов (всего вышло 517 человек). По выходе из окружения состоял в распоряжении Военного совета Западного фронта. В декабре он был ранен в ногу, после чего находился на излечении в госпитале в городе Куйбышев. В феврале 1942 года назначен командиром 405-й стрелковой дивизии САВО в городе Алма-Ата. С июня 1942 года вступил в командование 49-й стрелковой дивизией Московской зоны обороны. В конце августа она была направлена на Сталинградский фронт, где вошла в состав 66-й армии и вела тяжелые бои с противником, прорывавшимся к Волге севернее Сталинграда. 20 сентября 1942 года Додонов был контужен и эвакуирован в госпиталь в Москву. По излечении с мая 1943 года состоял в распоряжении ГУК, затем в июле назначен начальником 3-го Орджоникидзевского пехотного училища в городе Энгельс Саратовской области. В августе 1943 года училище было передислоцировано в город Орджоникидзе. В июле 1944 года был отстранен от занимаемой должности и назначен заместителем командира 12-й запасной стрелковой дивизии Юж.-УрВО.

#### Послевоенное время
После войны в той же должности. В ноябре 1945 года был зачислен в распоряжение Военного совета Юж.-УрВО, затем с мая 1946 года состоял в распоряжении Управления кадров Сухопутных войск. 5 августа 1946 года генерал-майор Додонов уволен в отставку по болезни.
Умер в 1963 году. Похоронен на Введенском кладбище (23 уч.).

## Награды
- орден Ленина (21.02.1945)[3]
- два ордена Красного Знамени (29.08.1939, 03.11.1944[3])
- Орден Отечественной войны 2-й степени (16.11.1943)[4]
- медали, в том числе:
  - «XX лет Рабоче-Крестьянской Красной Армии» (1938)
  - «За оборону Москвы»
  - «За оборону Сталинграда»
  - «За победу над Германией в Великой Отечественной войне 1941—1945 гг.» (25.09.1945)[5]